# Tomás de Zárate Morales
Tomás de Zárate Morales (San Cristobal de La Laguna, 1851- Las Palmas de Gran Canaria, 1927) fue un abogado y político español. Fue el primer presidente del Cabildo de Gran Canaria, desde el 16 de marzo de 1913 hasta el 31 de diciembre de 1915, tuvo un segundo mandato desde el 1 de abril de 1922 hasta el 19 de enero de 1924. El barrio de Zarate de Las Palmas de Gran Canaria recibe el nombre en su honor.

## Biografía
Nacido en Tenerife, se trasladó muy joven a la isla de Gran Canaria, donde ejerció de abogado y ocupó diversos cargos públicos.
Fue elegido presidente el 16 de marzo de 1913 a las 3 de la tarde, tras la reunión en el Salón de Actos del Ayuntamiento, en la que los vocales electos bajo la presidencia del Delegado del Gobierno constituyen el primer Cabildo. Una vez este se encontraba posicionado en el cargo, llevaría a cabo una serie de medidas, entre ellas:
- La creación de centros docentes donde pudieran estudiar los hijos de Gran Canaria sin necesidad de abandonar la Isla.
- La creación de nuevas instalaciones sanitarias y de beneficencia.
- La proporción de ayuda a los municipios de la Isla.
- La creación de una hacienda propia.